# Улица Льва Яшина
Улица Льва Я́шина — улица на востоке Москвы в районе Некрасовка Юго-Восточного административного округа между проспектом Защитников Москвы и улицей Ухтомского Ополчения.

## Происхождение названия
Улица Льва Яшина получила название в декабре 2013 года. Названа в память о прославленном футболисте, вратаре «Динамо» и сборной СССР Льве Ивановиче Яшине (1929—1990), который считается одним из лучших игроков в истории советского и мирового футбола.. Название было дано по инициативе спортивного общества «Динамо».

## Описание
Улица начинается от проспекта Защитников Москвы, проходит на юго-восток, затем поворачивает на северо-восток до улицы Ухтомского Ополчения, за которой переходит в улицу Недорубова.